# Scilla mesopotamica
Scilla mesopotamica ist eine Pflanzenart aus der Gattung der Blausterne (Scilla) in der Familie der Spargelgewächse (Asparagaceae).

## Beschreibung
Die Zwiebel ist eiförmig und 1 bis 3 × 0,8 bis 2,5 Zentimeter groß. Die äußeren Zwiebelhäute sind braun bis schwärzlich braun, die inneren rötlich rosa. Es sind 2 bis 5 Laubblätter vorhanden. Diese sind unbehaart und an den Rändern weiß häutig sowie glatt bis leicht gewellt. Das Blattende ist stumpf oder spitz. Die Blattspreite ist hervorgehoben paralleladrig, 8 bis 40 × 0,3 bis 1,8 Zentimeter groß, breit linealisch bis schmal lanzettlich und verbreitert sich mit der Zeit. Der Schaft ist 7 bis 45 × 0,1 bis 0,2 Zentimeter groß, kahl und stark gebaut. Der Blütenstand ist eine lockere, ein- bis sechsblütige Traube. Die Stiele der Blüten sind fast aufrecht, kahl und 5 bis 15 Millimeter lang. Sie sind zur Blütezeit kürzer als die Blütenhüllblätter. Die Tragblätter sind 2 bis 3 Millimeter lang, kahl, weißlich blau und zweispaltig. Die Blütenhüllblätter sind hellblau mit dunkleren Mittelrippen, 10 bis 15 × 2 bis 6 Millimeter groß und kahl. Die Staubfäden sind fadenförmig, 7 bis 9 Millimeter lang, weißlich und kahl. Die Staubbeutel sind dorsal fixiert, bläulich und 3 bis 4 × 1 bis 1,2 Millimeter groß. Der Pollen ist grünlich-blau. Der Fruchtknoten ist kugelförmig und kahl. Die Griffel sind 7 bis 10 Millimeter lang und kahl. Die Narbe ist punktiert. Die Kapseln sind kugelförmig bis fast kugelförmig, 8 bis 15 × 8 bis 12 Millimeter groß und kahl. Die zahlreichen Samen sind fast kugelförmig, 2 bis 3 × 1 bis 2 Millimeter groß.
Die Art blüht und fruchtet von März bis April.

## Vorkommen
Scilla mesopotamica ist nur aus einem kleinen Gebiet in der Türkei, Provinz Şanlıurfa, Kreis Halfeti bekannt. Die Art ist ein irano-turanisches Florenelement. Sie wächst in Steppe auf tiefgründigem Ultisol, der sich aus Kalkstein entwickelt hat, insbesondere an steinigen und trockenen Standorten. Mit ihr waren folgende Arten am Fundort des Holotypus vergesellschaftet: Ceterach officinarum, Minuartia tchihatchewii, Clypeola aspera, Geranium dissectum, Geranium rotundifolium, Geranium tuberosum subsp. tuberosum, Vicia palaestina, Amygdalus trichoamygdalus var. trichoamygdalus, Umbilicus horizontalis var. intermedius, Valeriana dioscoridis, Lamium amplexicaule, Salvia multicaulis und Asperula orientalis.

## Systematik und botanische Geschichte
Die Art wurde zum ersten Mal 1888 durch Sintensis in der Nähe von Rum Kalesi ca. 5 km nördlich von Halfeti gesammelt und damals als Scilla cernua bestimmt. 1976 beschrieb Franz Speta die damals gesammelten Pflanzen als eigene Art Scilla mesopotamica. Zahlreiche Versuche, Scilla mesopotamica im Bereich des damaligen Fundortes wiederzufinden, schlugen alle fehl. Heute sind weite Flächen der Gegend durch die Euphrat-Staustufe Birecik überflutet, einschließlich der Terra typica. 2004 konnte außerhalb des überfluteten Bereichs ein kleiner Bestand an Traubenhyazinthen entdeckt werden, der später als zu Scilla mesopotamica gehörend identifiziert werden konnte. Dies war der erste Fund der Art seit 116 Jahren.

## Gefährdung
Der bekannte Bestand von Scilla mesopotamica beträgt weniger als 200 Exemplare auf einer Fläche von weniger als 50 m². Die Art ist derzeit noch nicht in der Roten Liste der IUCN enthalten, erfüllt aber die Kriterien für eine Einstufung als vom Aussterben bedroht.

## Belege
- Ismail Eker, Hasan Akan: Last two hundred individuals: Rediscovery of Scilla mesopotamica Speta (Hyacinthaceae), a threatened endemic species in Turkey. Acta Societatis Botanicorum Poloniae Vol. 79, No. 1: 31 - 36, 2012